# 벤세르 라 아우센시아
《벤세르 라 아우센시아》(스페인어: Vencer la ausencia)는 2022년 방영된 멕시코의 텔레노벨라이다.